# Careil
Careil est un village de la commune française de Guérande, située dans le département de la Loire-Atlantique, en région Pays de la Loire, mais jusqu'en 1789 dans la province de Bretagne, issue du duché de Bretagne (937-1532).
Ce village est doté d'un château remontant au Moyen Âge, ancienne demeure des seigneurs de Careil, de nos jours ouvert au public pour la visite. On y trouve aussi une chapelle, autrefois centre de la frairie de Careil, une des six de la paroisse de Guérande.

## Géographie

### Situation
Le village de Careil est situé entre les centres-villes de Guérande et de La Baule, juste à l'est de la route départementale 92, à environ 1,5 km de la gare de La Baule-Escoublac et 3,5 du centre de Guérande.
Il est longé à l'est par une piste cyclable reliant La Baule (avenue des Salines) à Guérande, établie sur une ligne de chemin de fer désaffectée.
Il est traversé par la rue du Château Careil, qui part de la RD 92 et se prolonge par la rue Brenave qui passe devant le château, situé à l'est du village.

### Relief et hydrographie
Careil est à environ 500 m au nord-est des marais salants de Guérande, qui s'étendent entre La Baule, le Croisic et le coteau de Guérande. le village est relié aux marais par l'allée de la Vallée.
L'altitude du village est légèrement plus élevée que le niveau de la mer.

### Urbanisme
Careil est un assez gros village.
- nombre de maisons
- nombre d'habitants (permanents ou résidents secondaires)
- commerces (?)

## Toponymie
Le nom de la localité est attesté sous les formes Villa Alli en 865, Villa Alii en 866 et Careill en 1471.
Il procède du vieux-breton kaer (aujourd'hui ker-).

## Histoire
Des structures fossoyées au lieu-dit Le Quiaisan au nord-ouest du village de Careil pourraient attester d’une occupation ancienne.
Au Moyen Âge, le village dépend de sa seigneurie et se développe au sud-ouest du château. La seigneurie est élevée en châtellenie en 1571 par Charles IX, elle possédait les droits de basse, moyenne et haute justice.
Sous l’Ancien régime, Careil étant éloigné de trois kilomètres de la collégiale Saint-Aubin, le village voit la construction d’une chapelle pour faciliter la vie religieuse de ses habitants et devient alors le chef-lieu d’une des six frairies de la paroisse de Guérande ; les autres étant Quéniquen, Trescalan, Saillé, Clis et Congor.

## Économie
La culture de la vigne sera l’activité principale du village jusqu’au milieu du XIXe siècle. En 1851, un tiers des chefs de foyer travaillent au sel.

## Démographie
En 1851, le village compte 161 habitants répartis en 44 ménages. Un tiers des chefs de foyer occupent des professions liées au sel

## Monuments et patrimoine
- Deux croix monumentales.
- Four banal, aujourd’hui détruit.
- Puits commun.
- Blockhaus.

### Château

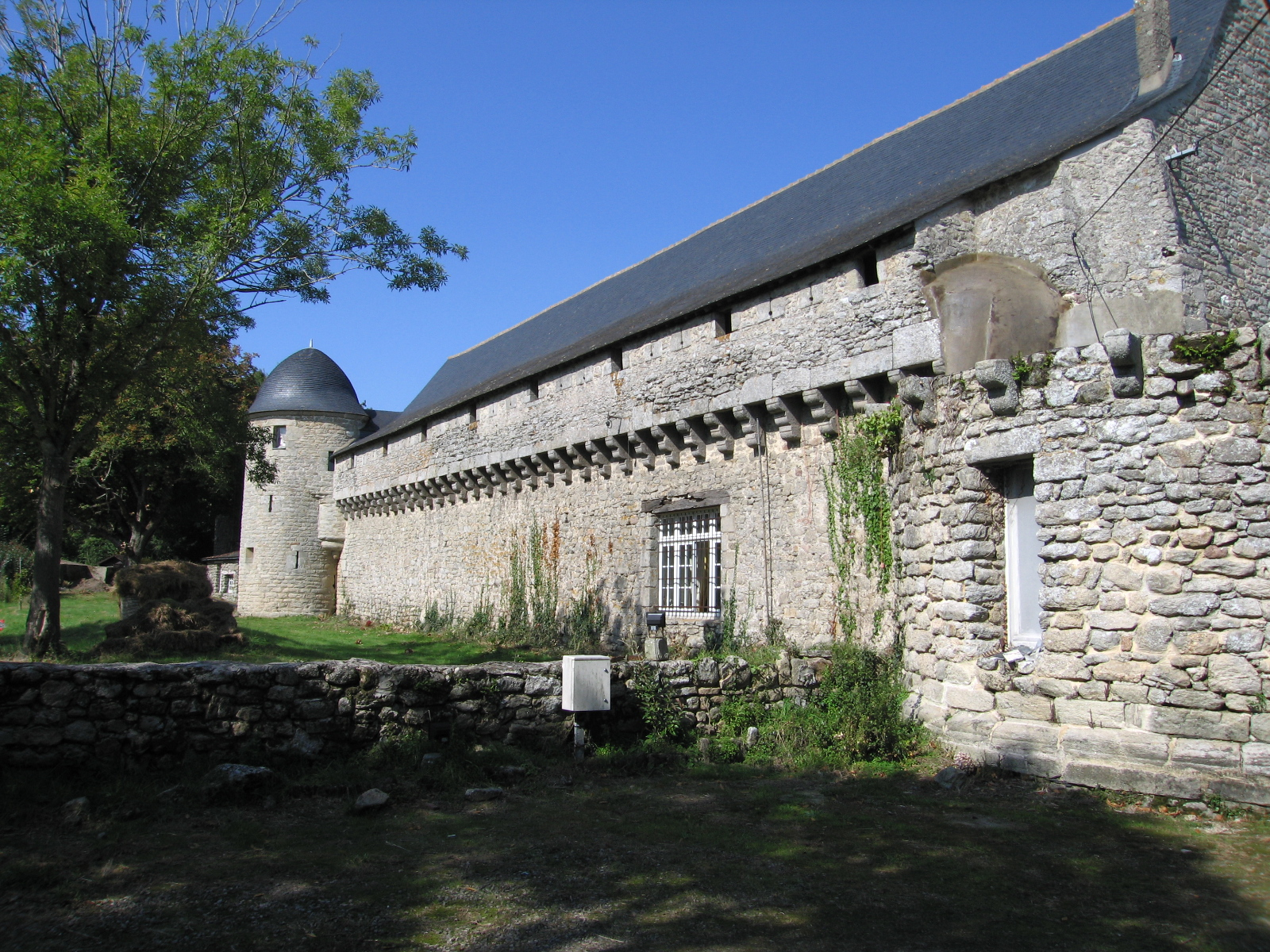
Le mur défensif du château.

Le château de Careil est classé monument historique depuis 1925.
Construit à partir de la fin du XIVe siècle et agrandi aux XVe et XVIe siècles, ce manoir des seigneurs de Careil a à l'origine une fonction défensive (château fort) comme en témoigne la courtine crénelée qui existe encore aujourd'hui.
À l'époque de la Réforme, il sert de lieu de culte protestant et de point de refuge pour les protestants du secteur. Il existe alors un temple à Guérande, un à La Roche-Bernard, et un au Croisic[réf. nécessaire]. Pour cette raison, il est attaqué et pillé par les troupes de la  Ligue catholique pendant la huitième guerre de Religion (1584-1598).
En 1699, quelque années après la révocation de l'édit de Nantes en 1685, le manoir est saisi et vendu aux enchères[réf. nécessaire].
Devenu un restaurant au début du XXe siècle, le site est actuellement habité à l'année par ses propriétaires et est devenu durant la belle saison un lieu de visite qui propose plusieurs visites originales[réf. nécessaire].

### Chapelle
La chapelle de Careil apparaît dans les textes seulement en 1552 mais est probablement antérieure. Elle est aujourd'hui dédiée à saint Matthieu, après l'avoir été à saint Just puis à saint Cado. Ses sablières sculptées présentent des motifs originaux, notamment une chèvre jouant du biniou).

### Moulins
Un aveu du seigneur de Careil au roi de 1653 atteste que les moulins à eau et vent du village appartiennent à la châtellenie de Careil. Le moulin à vent à petit-pied date de la fin du XVe ou XVIe siècle comme le suggère les chanfreins de son entrée. Il est remanié durant la seconde moitié du XIXe siècle et fonctionne jusqu'à la Seconde Guerre mondiale après quoi il est désaffecté. Il sert ensuite d’habitation.